# Karen Hessel
Karen Hessel, född 1863, död 1946, var en dansk kvinnosakspolitiker. Hon var ordförande för Dansk Kvindesamfund mellan 1922 och 1924. Hon var medlem i Köpenhamns stadsfullmäktige 1912-1917.